# William Graham
William Graham, född 1887, död 1932, var en brittisk politiker.
Graham var nationalekonom och socialdemokratisk medlem av underhuset 1918-31, handelsminister i Ramsay MacDonalds andra regering 1929-31. Han var motståndare till den nationella samlingspolitiken under krisen 1931.